# Hamdi Hubais
Hamdi Hubais, de son nom complet Hamdi Hubais Sher Jandal Al-Sharjandal (arabe : حمدي هوبيس الشارجاندال), est un footballeur omanais, né le 17 janvier 1984 en Oman.

## Palmarès

### En club
- Al-Nasr :
  - Champion d'Oman en 2004
  - Vainqueur de la Coupe d'Oman en 2006

### En sélection nationale
- Finaliste de la Coupe du Golfe en 2004